# Gidrán
A gidrán a mezőhegyesi ménesben kitenyésztett lófajtáink egyike, amely a 32/2004. (IV. 19.) OGY határozat alapján nemzeti kincsnek számít. A lovardában is jól bevált lófajta.

## Története
A gidrán története 1816-ban kezdődött, amikor egy kis termetű, sötétsárga arab telivér mént, Gidran Seniort vásárolt báró Fechtig Egyiptomban és vitt 1817-ben Lipicára. Bábolnán akkor több kanca is volt a mezőhegyesi ménesből, holsteini, mecklenburgi, magyar, erdélyi, arab és moldvai kancák. Gidran Senior utódai közül 6 mén került vissza Mezőhegyesre, ahol Gidran II igen vegyes fajtájú kancákat fedezett be. Ekkor még a ménesek állományát nem származás, hanem szín szerint állították össze. Amikor 1855-ben áttértek a származás szerinti csoportosításra, kiderült, hogy a sárga színű ménes kancáinak nagy része Gidran II leszármazottja. Ekkor kezdődött az új fajta tudatos tenyésztése, ettől az időponttól számítjuk önálló fajtaként. A nem megfelelő egyedeket kiselejtezték, s így kialakult egy középnehéz hátas- és igásló. A beltenyésztés elkerülésére a gidrán kancákat olykor angol telivérekkel fedezték be, majd az utódokat újra fajtatiszta gidrán ménekkel. Ez volt az ún. „cseppvérkeresztezés”. Olykor azonban jobban bevonták az angol telivéreket, de ez nem vált a fajta javára.
Az első világháború után a román hadsereg szinte az összes gidrán kancát (98-ból 74-et) magával vitte hadizsákmányként. 11 kanca elveszett, tehát 13 kancával indult meg a tenyésztés. Az állomány újbóli felfejlesztéséhez felkutatták a környező országokban a felhasználható gidrán méneket, s emellett nem elsősorban angol telivéreket, hanem kisbéri félvéreket és arab méneket használtak. A korábbinál jobb minőségű állományt 1943-ban vonalakra bontották, hogy a beltenyészetet elkerüljék. Az A vonal Gidran XXXI utódaiból állt, a B vonal Gidran XXXIII utódaiból, a C vonal Gidran III utódaiból. A második világháború folyamán szinte a teljes A vonal megsemmisült. A ménes menekítése során kerültek állatok Ausztriába és Csehszlovákiába is. A háború után az eredeti 90 kancából mindössze 28 került vissza Mezőhegyesre. 1957-ben Mezőhegyesről Dalmandra költöztették a ménest, ahol elkeveredett az ott levő vegyes állománnyal. A fajta újjáélesztése 1975-ben kezdődött, amikor a fajtatiszta populáció 3 ménből és 16 kancából állt. Borodpusztán új ménest alapítottak, és a gidrán származású kancák mellé Romániából importáltak fajtatiszta gidrán mént, Gidran IV-et, akinek vérvonala a mai állományban meghatározó szerepet tölt be. A borodpusztai ménes ma a Marócpusztán él. A román állományt a rădăuţi-i ménesben fajtatisztán tenyésztették, és 1989 után több példány került vissza Magyarországra.
Ma gidránnak csak az a ló számít, amelyik vagy egy mezőhegyesi, vagy egy borodpusztai kancacsaládból származik, és 16 ükszüleje közül legalább 7 a Gidran-vonalhoz tartozik. Az ilyen egyedeket csillag alakú jeggyel látják el, és különleges genetikai értékük miatt igyekeznek tenyésztésben tartani.

## Jellemzői

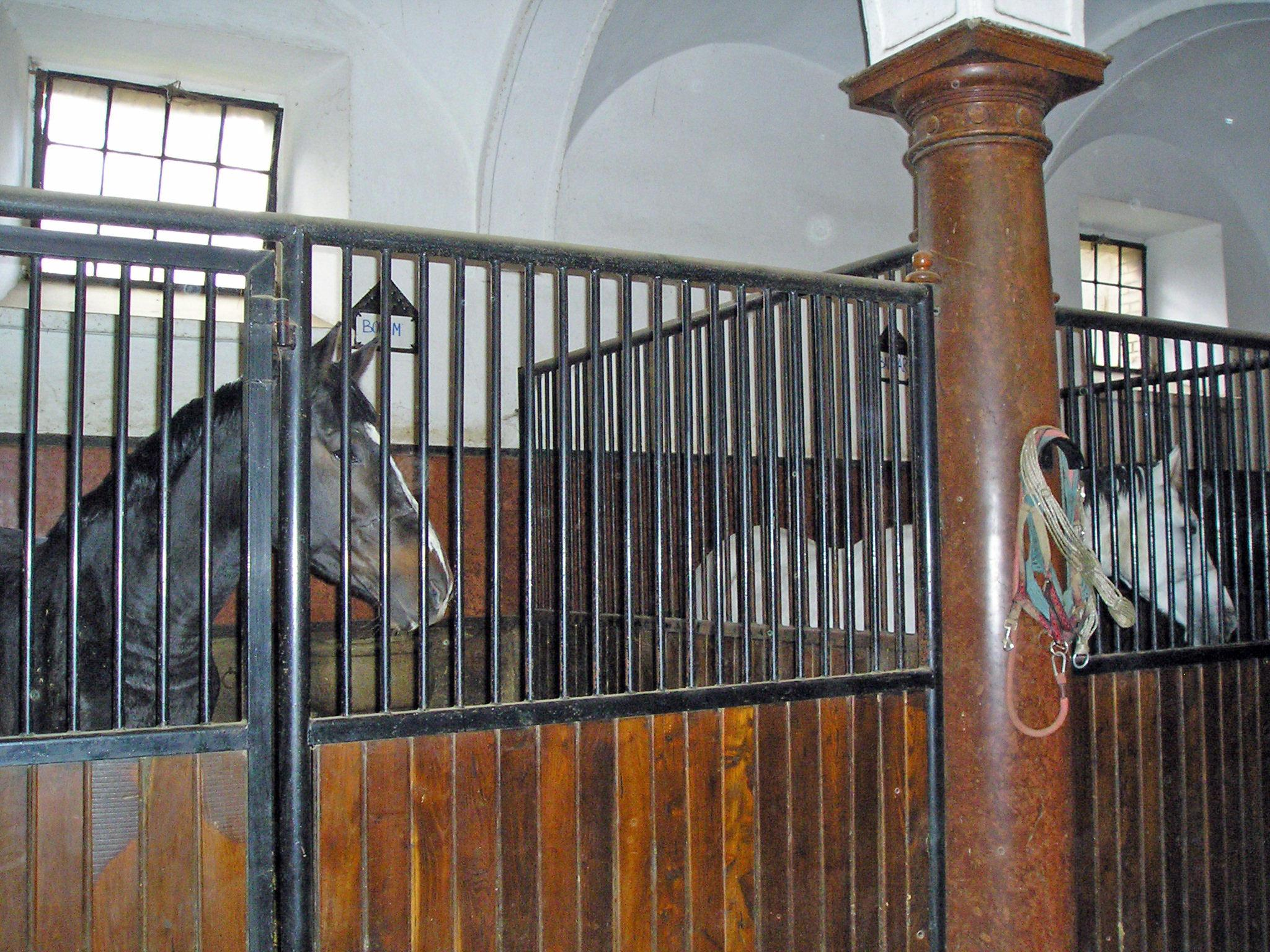
Gidránok az istállóban

Melegvérű, szilárd szervezetű. Erős csontozatú, középnehéz fajta. A mének bottal mért marmagassága 160–168 cm, a kancáké 155–167 cm. Színe kizárólag sárga lehet, több-kevesebb fehér jeggyel.
Könnyű, elegáns kocsilóként is használható. Feje az anglo-arabokra jellemzően nemes, szikár, inkább egyenes profilvonalú. Nyaka középmagasan illesztett, hosszú, jól ívelt, esetleg középhosszú. Marja hosszú, magas kifejezett baltavágással. Többnyire jól izmolt. Az angol telivér kedvező maralakulása kifejezésre jut. Háta, ágyéka középhosszú, feszes, széles, jól izmolt. Az angol telivér génhányadtól függően a mellkas többé vagy kevésbé mély, de mindig terjedelmes. A lapockája dőlt, jól izmolt, terjedelmes, elég hosszú.

## Hasznosítása
Kéthasznú, egyaránt alkalmas hátas- és fogatlónak. Mint sportlovat is kedvelik, fogathajtásban és díjugratásban is eredményeket ér el.